# Wólka (powiat piski)
Wólka (niem. Dietrichswalde) – wieś w Polsce, w sołectwie Wólka, położona w województwie warmińsko-mazurskim, w powiecie piskim, w gminie Ruciane-Nida.
W latach 1975–1998 miejscowość należała administracyjnie do województwa suwalskiego.